# Miliónový hurikán
Miliónový hurikán (v originál Force of Nature) je americký akční thriller z roku 2020, který natočil Michael Polish podle scénáře Coryho Millera. Ve filmu hrají Emile Hirsch, Kate Bosworth, Mel Gibson, David Zayas, Stephanie Cayo, Will Catlett, Swen Temmel, Tyler Jon Olsen a Jorge Luis Ramos. Děj sleduje policisty a zločince uvězněné v obytném domě během hurikánu.
Snímek vyšel 30. června 2020 na DVD a Blu-ray u společnosti Lionsgate a od kritiků získal negativní hodnocení.

## Děj
Hurikán se blíží k Portoriku a bylo nařízeno evakuovat obyvatele. Zloděj zvaný Jan Křtitel ukradne vzácný obraz. Policisté Cardillo a Jess Peña se vydávají přesvědčit obyvatele, kteří stále zůstávají doma, aby se evakuovali.
Na trhu se Griffin pohádá kvůli masu a policie zasahuje. Než ho odvedou do evakuačního střediska, trvá na tom, že musí nakrmit svou kočku a upozorní, že v jeho bytovém domě zůstává i starší muž a bývalý policista, kteří evakuaci odmítají. Cardillo a Peña jedou na místo.
Ray (Mel Gibson), bývalý policista, odmítá odejít, přestože jeho dcera Troy, lékařka, pro něj zajistila místo v nemocnici kvůli obavám o jeho dialyzační přístroj. Cardillo vezme Troy k bytu Paula Bergkampa, který rovněž odmítá odejít. Peña zůstává s Rayem. Cardillo však během rozhovoru s Bergkampem vidí, jak je domovník zastřelen Janem Křtitelem. Spolu s Troy a Bergkampem prchají do Griffinova bytu, kde se ukryjí.
Zloději zatím pročesávají dům a snaží se otevřít Bergkampův sejf. Griffin nejdřív odmítá Cardilla vpustit, protože chce nejdřív nakrmit svého tygra, kterého má zamčeného v místnosti. Když se tygr dostane ven, zraní Griffina. Cardillo tygra znovu zavře a Troy Griffinovi ošetří nohu.
Skupina se rozhodne získat léky z bytu doktora, který bydlí o patro výš, ale kvůli nefunkčnímu výtahu musí po lešení. Mezitím je Peña napadena jedním ze zlodějů, ale Ray ho zastřelí. Zloději otevřou sejf, který je prázdný, a začnou hledat Bergkampa. Cardillo a Troy jsou při výstupu po lešení napadeni, ale podaří se jim zloděje přelstít.
Ray a Peña si mezitím opatří zbraně. Cardillo je znovu napaden, ale po boji je jeden ze zlodějů mrtvý a Cardillo zraněn. Troy mu zašije ránu v bytě doktora. John, šéf zlodějů, unese Peñu a smrtelně postřelí Raye. Cardillo a Troy se vrací k Rayovi, který na místě umírá.
John přes vysílačku oznámí, že má Peñu a chce výměnou za ni Bergkampa a obraz. Cardillo a Troy ho dovedou do bytu plného obrazů, ale John zabije Bergkampa a přesvědčí Cardilla, aby ho odvedl k dalším obrazům.
Mezitím Troy a Griffin utíkají, ale jsou pronásledováni zlodějem. Skrývají se ve sklepě, který je téměř zaplaven, a uniknou díky podvodnímu východu. John mezitím dorazí do Griffinova bytu, kde se nachází obraz v hodnotě 200 milionů dolarů. Požaduje otevřít zamčenou místnost — ale uvnitř ho čeká tygr, který ho zabije.

## Obsazení
- Emile Hirsch jako Cardillo
- Mel Gibson jako Ray
- Kate Bosworth jako Troy
- Stephanie Cayo jako Jess Pena
- David Zayas jako John
- Jasper Polish jako Jasmine
- Will Catlett jako Griffin
- Swen Temmel jako Hodges
- Tyler Jon Olson jako Dillon
- Jorge Luis Ramos jako Bergkamp